# Takahiro Yamamoto
Takahiro Yamamoto (山本 隆弘, Yamamoto Takahiro) est un joueur japonais de volley-ball né le 12 juillet 1978 à Tottori (préfecture de Tottori). Il mesure 2,01 m et joue attaquant. Il totalise 156 sélections en équipe du Japon.

## Clubs
| Club               | Pays  | De        | À |
| ------------------ | ----- | --------- | - |
| Panasonic Panthers | Japon | 1998-1999 | … |

## Palmarès
- Championnat du Japon (1)
  - Vainqueur : 1998